# 口腔球菌属
口腔球菌属為放线菌目微球菌科的一属革兰氏阳性的球菌。可共生于人的口腔和上呼吸道，也可在侵染过程中混入。此属的模式种也是唯一种为粘液口腔球菌(Stomatococcus mucilaginosus)。

## 下属物种
- 粘液口腔球菌 Stomatococcus mucilaginosus (ex Migula 1900) Bergan and Kocur 1982